# Willi Eichhorn
Wilhelm „Willi” Eichhorn (ur. 23 sierpnia 1908 w Walldorf, zm. 25 maja 1994 w Mannheim) – niemiecki wioślarz, mistrz olimpijski.

## Kariera
Wystartował w dwójkach bez sternika na igrzyskach olimpijskich w Berlinie w 1936 roku. W parze z Hugo Straußem wywalczył złoty medal. W wyścigu finałowym o 3,1 sekundy wyprzedzili Duńczyków i o 6,9 sekundy Argentyńczyków. Był to jego jedyny start olimpijski.
Razem ze Straußem kilkukrotnie stawał na podium mistrzostw kraju, w tym w 1936 roku zdobywając złoty medal.